# Campionato italiano di calcio da tavolo 2000

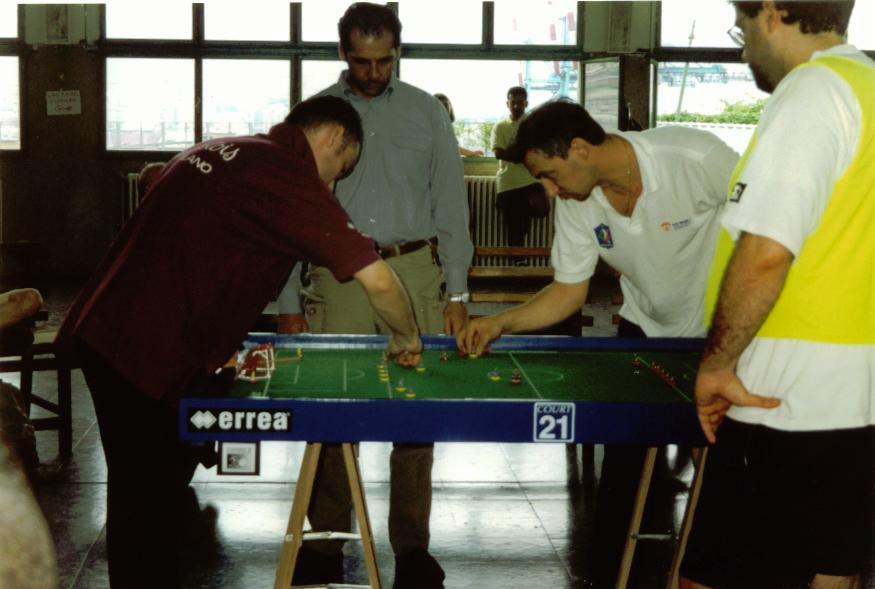
Un momento della finale Open tra Efrem Intra (sx) e Renzo Frignani

Il ventiseiesimo campionato italiano di calcio da tavolo venne organizzato dalla F.I.S.C.T. a Genova nel 2000.
Sono stati assegnati 5 titoli:
- Open
- Veterans (Over36)
- Under19
- Under15
- Femminile

## Medagliere
| Pos. | Regione |   |   |   | Totale |
| ---- | ------- | - | - | - | ------ |
| 1    |         | 0 | 0 | 0 | 0      |
| 1    |         | 0 | 0 | 0 | 0      |
| 1    |         | 0 | 0 | 0 | 0      |
| 1    |         | 0 | 0 | 0 | 0      |
| 1    |         | 0 | 0 | 0 | 0      |
| 1    |         | 0 | 0 | 0 | 0      |
| 1    |         | 0 | 0 | 0 | 0      |

## Risultati

### Categoria Open

#### Girone A
- Stefano DeFrancesco - Paolo Cuccu 5-0
- Mario Corradi - Fabio Malvaso 4-0
- Stefano DeFrancesco - Fabio Malvaso 4-0
- Mario Corradi - Paolo Cuccu 3-2
- Stefano DeFrancesco - Mario Corradi 5-6
- Paolo Cuccu -Fabio Malvaso 2-2

#### Girone B
- Saverio Bari - Daniele Gamba n.d.
- Efrem Intra - Dino Bonan 6-0
- Saverio Bari - Dino Bonan 7-0
- Saverio Bari - Efrem Intra 1-1
- Efrem Intra - Daniele Gamba n.d.
- Daniele Gamba - Dino Bonan n.d.

#### Girone C
- Marco Lauretti - William Dotto n.d.
- Severino Gara - Marco Gagliardi 3-1
- Severino Gara - William Dotto n.d.
- Marco Lauretti - Severino Gara 5-3
- William Dotto - Marco Gagliardi n.d.
- Marco Lauretti - Marco Gagliardi 1-3

#### Girone D
- Francesco Mattiangeli - Simone Lazzarini 5-2
- Gianluca Galeazzi - Marano n.d.
- Francesco Mattiangeli - Marano n.d.
- Francesco Mattiangeli - Gianluca Galeazzi 2-1
- Simone Lazzarini - Marano n.d.
- Gianluca Galeazzi - Simone Lazzarini 5-2

#### Girone E
- Massimiliano Nastasi - Ivano Russo 4-0
- Roberto Iacovich - Valentino Spagnolo 4-0
- Massimiliano Nastasi - Valentino Spagnolo 1-1
- Roberto Iacovich - Ivano Russo 1-1
- Massimiliano Nastasi - Roberto Iacovich 1-1
- Ivano Russo  - Valentino Spagnolo 1-1

#### Girone F
- Yari Intra - Renzo Frignani 1-3
- Vittorio Nicchi - Mauro Manganello n.d.
- Yari Intra - Mauro Manganello n.d.
- Vittorio Nicchi - Renzo Frignani 2-5
- Yari Intra - Vittorio Nicchi 4-3
- Renzo Frignani - Mauro Manganello n.d.

#### Girone G
- Andrea Di Vincenzo - Chhristian Filippella n.d.
- Stefano Capossela - Paolo Finardi 0-0
- Andrea Di Vincenzo - Paolo Finardi 2-2
- Stefano Capossela - Chhristian Filippella n.d.
- Andrea Di Vincenzo - Stefano Capossela 3-3
- Chhristian Filippella - Paolo Finardi n.d.

#### Girone H
- Giancarlo Giulianini - Stefano Appolloni 4-1
- Fabrizio Fedele - Giuseppe Guzzetta n.d.
- Giancarlo Giulianini - Giuseppe Guzzetta 4-0
- Fabrizio Fedele - Stefano Appolloni n.d.
- Giancarlo Giulianini - Fabrizio Fedele n.d.
- Stefano Appolloni - Giuseppe Guzzetta 2-1

#### Ottavi di finale
- Mario Corradi - Stefano Capossela 1-0
- Giancarlo Giulianini - Efrem Intra 1-2
- Massimiliano Nastasi - Marco Lauretti 0-1
- Francesco Mattiangeli - Yari Intra 3-0
- Severino Gara - Roberto Iacovich 1-2
- Renzo Frignani - Gianluca Galeazzi 6-4
- Andrea Di Vincenzo - Stefano DeFrancesco 1-0
- Saverio Bari - Stefano Appolloni 3-1

#### Quarti di finale
- Mario Corradi - Efrem Intra 1-2 d.t.s.
- Francesco Mattiangeli - Marco Lauretti 2-2* d.c.p.
- Roberto Iacovich - Renzo Frignani 1-2 d.t.s.
- Andrea Di Vincenzo - Saverio Bari 1-2 d.t.s.

#### Semifinali
- Efrem Intra - Marco Lauretti 2-1
- Renzo Frignani - Saverio Bari 2-1

#### Finale
- Renzo Frignani - Efrem Intra 3-2 d.t.s.

### Categoria Under19

#### Semifinale
- Dragonetti - Conti 0-2
- Cammarota - Mazzeo B. 0-3 tav.

#### Finale
- Conti - Mazzeo B. 2-1

### Categoria Under15

#### Finale
- Mazzeo G. - Lazzerini 3-0/0-0

### Categoria Veterans

#### Semifinale
- Conti - Marconcini 2-0
- Tecchiati - Marinucci 1-2

#### Finale
- Conti - Marinucci 2-1 d.t.s.

### Categoria Femminile

#### Finale
- Ferri - Volpe 1-0/0-0